# Magnicourt-en-Comte
Magnicourt-en-Comte és un municipi francès situat al departament del Pas de Calais i a la regió dels Alts de França. L'any 2007 tenia 624 habitants.

## Demografia

### Població
El 2007 la població de fet de Magnicourt-en-Comte era de 624 persones. Hi havia 228 famílies de les quals 46 eren unipersonals (29 homes vivint sols i 17 dones vivint soles), 83 parelles sense fills, 91 parelles amb fills i 8 famílies monoparentals amb fills.
La població ha evolucionat segons el següent gràfic:
Habitants censats

### Habitatges
El 2007 hi havia 245 habitatges, 235 eren l'habitatge principal de la família, 2 eren segones residències i 8 estaven desocupats. 241 eren cases i 4 eren apartaments. Dels 235 habitatges principals, 199 estaven ocupats pels seus propietaris, 30 estaven llogats i ocupats pels llogaters i 6 estaven cedits a títol gratuït; 5 tenien dues cambres, 33 en tenien tres, 46 en tenien quatre i 151 en tenien cinc o més. 190 habitatges disposaven pel capbaix d'una plaça de pàrquing. A 104 habitatges hi havia un automòbil i a 104 n'hi havia dos o més.

### Piràmide de població
La piràmide de població per edats i sexe el 2009 era:
| Homes | Edats   | Dones |
| ----- | ------- | ----- |
| 0     | 95 o +  | 0     |
| 0     | 90 a 94 | 0     |
| 4     | 85 a 89 | 4     |
| 0     | 80 a 84 | 12    |
| 12    | 75 a 79 | 16    |
| 4     | 70 a 74 | 16    |
| 12    | 65 a 69 | 16    |
| 16    | 60 a 64 | 12    |
| 4     | 55 a 59 | 8     |
| 32    | 50 a 54 | 20    |
| 24    | 45 a 49 | 20    |
| 28    | 40 a 44 | 20    |
| 12    | 35 a 39 | 16    |
| 24    | 30 a 34 | 20    |
| 24    | 25 a 29 | 12    |
| 16    | 20 a 24 | 4     |
| 12    | 15 a 19 | 20    |
| 24    | 10 a 14 | 12    |
| 16    | 5 a 9   | 24    |
| 8     | 0 a 4   | 20    |

## Economia
El 2007 la població en edat de treballar era de 413 persones, 284 eren actives i 129 eren inactives. De les 284 persones actives 257 estaven ocupades (147 homes i 110 dones) i 27 estaven aturades (10 homes i 17 dones). De les 129 persones inactives 36 estaven jubilades, 40 estaven estudiant i 53 estaven classificades com a «altres inactius».

### Ingressos
El 2009 a Magnicourt-en-Comte hi havia 232 unitats fiscals que integraven 628 persones, la mediana anual d'ingressos fiscals per persona era de 17.105 €.

### Activitats econòmiques
Dels 22 establiments que hi havia el 2007, 1 era d'una empresa extractiva, 1 d'una empresa alimentària, 3 d'empreses de fabricació d'altres productes industrials, 5 d'empreses de construcció, 4 d'empreses de comerç i reparació d'automòbils, 1 d'una empresa d'informació i comunicació, 1 d'una empresa de serveis, 4 d'entitats de l'administració pública i 2 d'empreses classificades com a «altres activitats de serveis».
Dels 7 establiments de servei als particulars que hi havia el 2009, 3 eren tallers de reparació d'automòbils i de material agrícola, 1 paleta, 1 fusteria i 2 perruqueries.
Dels 3 establiments comercials que hi havia el 2009, 1 era una botiga de menys de 120 m², 1 una fleca i 1 una joieria.
L'any 2000 a Magnicourt-en-Comte hi havia 14 explotacions agrícoles.

## Equipaments sanitaris i escolars
El 2009 hi havia una escola elemental integrada dins d'un grup escolar amb les comunes properes formant una escola dispersa.

## Poblacions més properes
El següent diagrama mostra les poblacions més properes.